# Nephele argentifera
Nephele argentifera é uma mariposa da família Sphingidae. Conhece-se a partir do mato costeiro e da savana da Somália até ao norte da África do Sul.
O comprimento das asas dianteiras é de entre 32-35 mm e a envergadura e é de 78 a 85 milímetros.
As larvas se alimentam de espécies de Carissa.